# デクラン・ラッド
デクラン・ラッド（Declan Rudd、1991年1月16日 - ）は、イングランド・ノーフォーク州ディス出身の元プロサッカー選手。ポジションはGK。

## 経歴

### クラブ
ノリッジ・シティFCの下部組織で育成され、2008年夏にクラブとプロ契約を締結。2009年9月のジリンガムFC戦で、フレイザー・フォースターの退場に伴い途中出場、プロデビューを果たした。
2017年6月、2013-14シーズンにもレンタルで在籍していたプレストン・ノースエンドFCに完全移籍で加入。
2022年3月に膝の怪我を理由に引退することを発表した。

### 代表
各年代でイングランド代表に選出されていた。

## 所属クラブ
ユース
- ノリッジ・シティFC 1998-2008

プロ
- ノリッジ・シティFC 2008-2017

→ プレストン・ノースエンドFC 2013 (loan)
→ プレストン・ノースエンドFC 2013-2014 (loan)
→ チャールトン・アスレティックFC 2016-2017 (loan)
- プレストン・ノースエンドFC 2017-2022